# 如源
如源（にょげん、貞元2年（977年） - 治安元年4月18日（1021年6月1日））は平安時代中期の天台宗の僧。太政大臣・藤原公季の子で、母は兵部卿・有明親王の娘。三昧房と号す。
延暦寺に入り、天台座主・明救の弟子となる。長保4年（1002年）に参議・藤原行成を訪ね、法を問われている。長保6年（1004年）5月27日に明救の譲りで権律師に任ぜられた。寛弘8年（1011年）4月27日には権少僧都に進み、寛仁元年12月18日（1018年1月14日）には少僧都を務めた。治安元年（1021年）4月18日入滅。